# Chalcosyrphus reichi
Chalcosyrphus reichi är en tvåvingeart som först beskrevs av Violovitsh 1975.  Chalcosyrphus reichi ingår i släktet mulmblomflugor, och familjen blomflugor. Inga underarter finns listade i Catalogue of Life.